# Aulacorhynchus caeruleogularis
Il tucanetto golablu (Aulacorhynchus caeruleogularis Gould, 1853) è un uccello della famiglia dei Ranfastidi.

## Descrizione
È un tucano di media taglia medio-piccola, lungo 32–37 cm, con un peso di 118–184 g. Ha una livrea prevalentemente verde, macchiata di blu in corrispondenza del mento, della gola e delle guance; il becco è giallo e nero.

## Biologia
Ha una dieta prevalentemente frugivora che include i frutti di diverse specie di lauracee (Ocotea spp., Nectandra spp., Phoebe spp.) e solanacee (Solanum spp.)

## Distribuzione e habitat
La specie è diffusa in Costa Rica, Panama e Colombia.

## Tassonomia
Sono note due sottospecie:
- Aulacorhynchus caeruleogularis caeruleogularis Gould, 1853
- Aulacorhynchus caeruleogularis cognatus Nelson, 1912